# Lehovec
Lehovec je místní název oblasti v Praze, která se nachází východně od Hloubětína, nedaleko od Kyjí a Černého Mostu.
Nachází se zde sídliště stejného názvu, které bylo vybudováno v 70. až 80. letech (v letech padesátých teprve jen několik nižších cihlových domů a pouze na okraji této oblasti) a vede sem tramvajová trať (od 30. června 1976); v této době zde také i vznikla mimoúrovňová křižovatka ulic Poděbradská, Kolbenova a Chlumecká. Nachází se zde Kaufland, Penny Market a další menší obchody. Stojí zde základní škola Chvaletická.